# Сражение при Бояне
Сражение при Бояне (пол. Bitwa pod Bojanem) — одно из сражений между польскими и османско-татарскими войскам во время польско-турецкой войны (1683–1699).
После неудач кампании 1684 года польский король Ян III Собеский решил ограничить действия на 1685 год очередной попыткой захватить Молдавию. Изнуренный проблемами со здоровьем, Ян III передал командование великому коронному гетману Станиславу Яну Яблоновскому.
На рубеже июля и августа армия, примерно 16-18 тысяч человек, сосредоточенная под Глинянами, двинулась к Днестру. Узнав о присутствии татар в Молдавии и сосредоточении близ Цецоры пятнадцатитысячной турецкой армии Сулеймана-паши, которая, вероятно, должна была доставить припасы в Каменец-Подольский, великий гетман приказал своим войскам переправиться через Днестр и войти в Покутье. Отсюда войска Речи Посполитой дошли до Снятына и возле него пересекли границу с молдавской Буковиной. Далее через буковинские леса польские войска направились к селу Боян.
В это время турецкое командование решило изменить свои военные планы и вместо того, чтобы идти на Каменец-Подольский, повернуло навстречу приближающемуся с запада противнику.
Столкновение произошло возле села Боян. 1 октября турецко-татарские войска атаковали польские части, но, несмотря на их численное превосходство, бой остался безрезультатным. В последующие дни бои в открытом поле прекратились, поскольку польские войска перешли к оборонительным действиям в земляных укреплениях. Эти бои тоже длились недолго. Опасаясь, что армия окажется в полном окружении и польский лагерь будет заморен голодом, Яблоновский отдал приказ отступать через буковинские леса.
В ночь с 9 на 10 октября началось отступление. Противник пытался остановить марш польских войск, атакуя как с фронта, так и с тыла. Генерал королевской артиллерии Марцин Концкий, который, командуя польским арьергардом, эффективно прикрывал отступающие основные силы. 11 октября войска Яблоновского вышли невредимыми из буковинских лесов.
Покинув лесистую местность, польская армия достигла так называемых укреплений Вала Траяна возле деревни Зучка. Там 11 октября произошёл ещё один бой с противником. Он был кровавым, и обе стороны понесли тяжелые потери.
Очередной молдавский поход не принес ожидаемых результатов. Поэтому соотношение сил на польско-турецком фронте Великой турецкой войны не изменилось.